# 찰스 벨

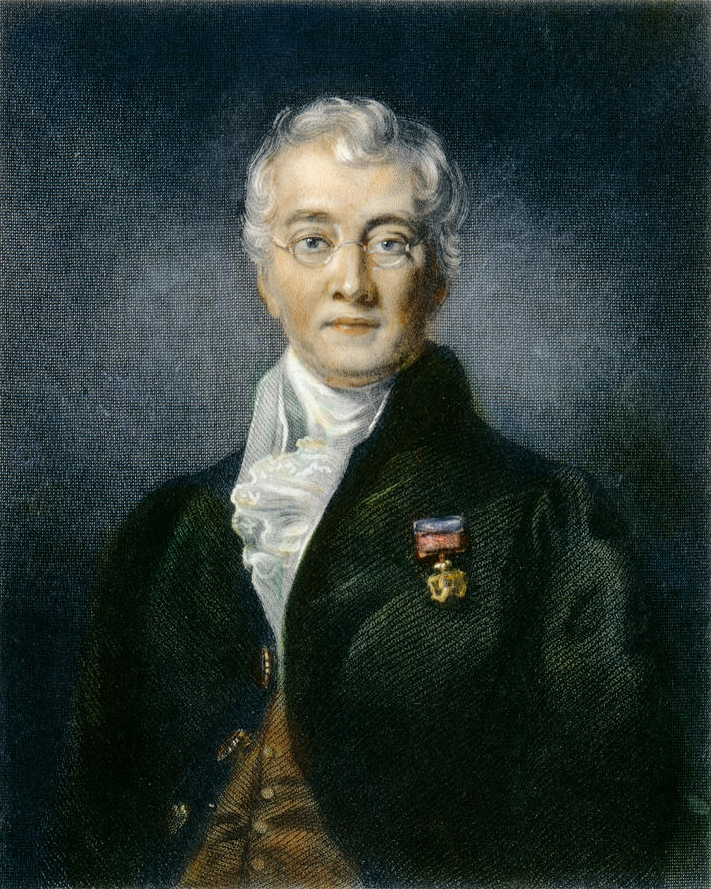

찰스 벨 경(Sir Charles Bell, 1774년 11월 12일 ~ 1842년 4월 28일)은 스코틀랜드의 해부학자, 생리학자, 예술가, 철학적 신학자이다. 척수의 감각신경과 운동 신경 세포간 차이를 발견했다. 벨 마비를 설명한 인물이기도 하다.
에든버러에서 태어났고 우스터셔주 노스할로우에서 사망했다.

## 업적
- 벨 신경: 긴가슴신경
- 벨 마비: 특발성 마비
- 벨 현상(영어판)(Bell's phenomenon)